# Теорема про симплектичного верблюда
Теорема про симплектичного верблюда — одна з основних теорем в симплектичній геометрії. Теорема говорить, що кулю можливо вкласти в циліндр, зберігаючи природну симплектичну форму, тільки якщо радіус кулі не перевищує радіуса циліндра.

## Історія
Доведено в 1985 році Михайлом Громовим. Ян Стюарт назвав цю теорему теоремою про симплектичного верблюда, посилаючись на біблійну притчу Лк. 18:25 верблюдові легше пройти через голчине вушко, ніж багатому в Боже Царство ввійти.
До появи цієї теореми було дуже мало відомо про геометрію симплектичних перетворень. Одна проста властивість симплектоморфізма полягає в тому, що він зберігає об'єм. Легко бачити, що куля будь-якого радіусу допускає вкладення в циліндр будь-якого радіусу зі збереженням об'єму. Таким чином, теорема про верблюда каже, що клас симплектичних перетворень істотно менше класу дифеоморфізмів, що зберігають об'єм.

## Формулювання
У просторі
{\displaystyle \mathbb {R} ^{2n}=\{z=(x_{1},\ldots ,x_{n},y_{1},\ldots ,y_{n})\}}
з симплектичною формою
{\displaystyle \omega =dx_{1}\wedge dy_{1}+\ldots +dx_{n}\wedge dy_{n}}
розглянемо кулю радіуса R
{\displaystyle B(R)=\{z\in \mathbb {R} ^{2n}\mid \|z\|<R\}}
і циліндр радіуса r
{\displaystyle Z(r)=\{z\in \mathbb {R} ^{2n}\mid x_{1}^{2}+y_{1}^{2}<r^{2}\}.}
Теорема про симплектичного верблюда каже, що якщо ми можемо знайти симплектичне вкладення
{\displaystyle \phi \colon B(R)\to Z(r),}
то {\displaystyle R\leqslant r}.